# 復旦大學布達佩斯分校計劃
47°27′50″N 19°04′34″E / 47.464°N 19.076°E

復旦大學校徽

復旦大學布達佩斯分校計劃，是復旦大學、匈牙利國家銀行和布達佩斯考文紐斯大學合作，並由中國政府和匈牙利政府支持，於匈牙利首都布達佩斯設立復旦大學分校的計劃。現時計劃籌備中，原擬2024年竣工投入使用，將是歐盟第一間中國大學分校。

## 籌備
2016年，匈牙利國家銀行首與復旦大學開展合作關係，協議匈牙利國家銀行每年選派其職員參加復旦大學經濟學院舉辦的中國經濟和社會為主題之國際暑期夏令營。同年11月，復旦大學經濟學院院長張軍獲邀參加匈牙利中央銀行舉辦的亞當·斯密論壇，匈牙利中央銀行行長邁托爾奇·哲爾吉向張軍表達雙方加強深入交流的意願，兩者在布達佩斯設立復旦大學經濟學院學點和碩士雙學位等計劃達成共識。2017年8月，復旦大學黨委書記焦揚訪問匈牙利國家銀行推動計劃，與匈方一同簽署了關於復旦大學經濟學院在匈辦學合作意向書。2017年11月，在中國國務院總理李克強和匈牙利總理奧班·維克多的見證下，由復旦大學校長許寧生與布達佩斯考文紐斯大學校長簽署框架性合作協議。
2018年10月5日，復旦大學在匈牙利布達佩斯的教學點正式啟用，首項目是復旦-考文紐斯金融碩士雙學位，由復旦大學經濟學院、匈牙利國家銀行和布達佩斯考文紐斯大學商學院三方共同協作，用英文授課。2019年6月，匈牙利國家銀行行長哲爾吉·邁托爾奇藉著訪問復旦大學期間代表匈牙利政府邀請復旦大學在匈牙利辦學。10月31日，復旦大學校長許寧生訪問匈牙利，與總理奧班·維克多、創新技術部部長帕克維奇·拉斯洛等匈牙利政要會面，奧班·維克多表示大力支持復旦大學在匈建校的倡議。12月16日，復旦大學與匈牙利創新技術部簽署辦學諒解備忘錄。2020年8月，匈牙利政府授權創新技術部與復旦大學在布達佩斯建分校一事磋商。2021年2月9日，中共中央總書記兼中國國家主席習近平就復旦大學在匈建校表達了支持。
2021年4月27日，匈牙利政府與復旦大學正式簽訂戰略合作協議共同建校。匈牙利政府預計復旦大學布達佩斯分校造價15億歐元，中國則比照一帶一路模式，由中國國家開發銀行向匈牙利貸款13億歐元，中國建築集團包辦工程，擬於2024年竣工，其將會有5000至6000名學生和500名教授，提供醫學、工程、經濟、國際關係等科目，並以中匈兩方成立資產管理基金會來維護，是為歐盟第一間中國大學分校。復旦大學布達佩斯分校的目標是營造為具世界水平的研究和科學創新中心，匈牙利政府期待匈牙利成為地區知識中心，吸引各地的知識分子。
截至2024年8月，复旦大学布達佩斯分校仍未開工，而在當年中国国家主席习近平和匈牙利总理欧尔班互访時双方新闻稿均未提及复旦大学布达佩斯分校计划，項目實際上被擱置。

## 當地反應

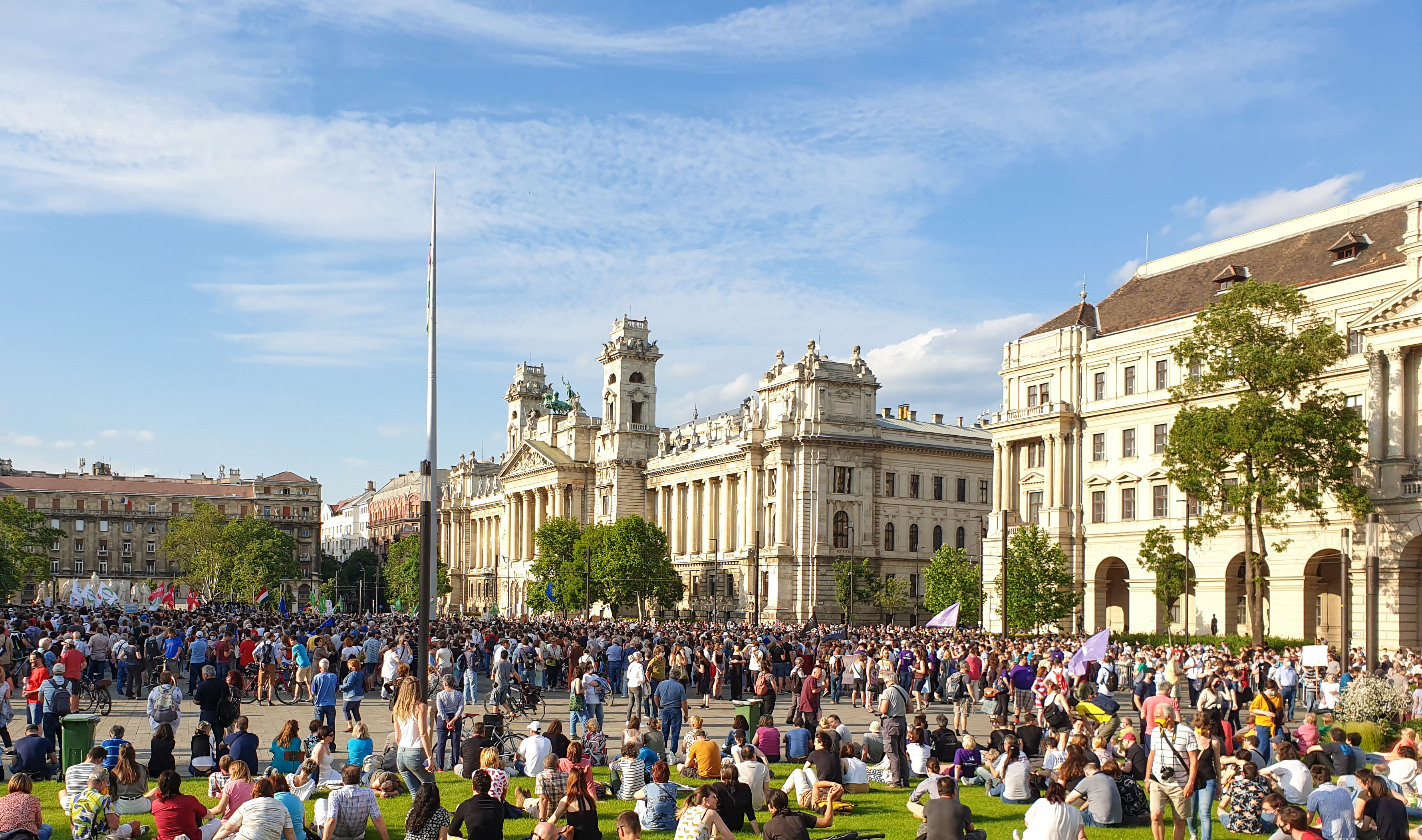
示威者聚集在科蘇特廣場，抗議復旦大學在布達佩斯設置分校

復旦大學布達佩斯分校計劃被匈牙利媒體《direkt 36》作一系列調查報導之後，引起匈牙利在野包括左右翼的各黨派質疑，不滿總理奧班·維克多挑戰美國富豪索羅斯創立的中歐大學的法律基礎，導致中歐大學遷出匈牙利，卻引入復旦大學。分校15億造價被認為太高昂，竟然比2019年匈牙利全國高等教育開支都要高，各黨派擔心借貸造成納稅人的負擔，從而踏入中國的債務陷阱；而包攬工程的中國建築集團大多只使用中國建材和中國工人，影響當地人就業，中國建築集團亦曾涉及其興建的非洲聯盟總部的竊聽事件，非洲联盟轮值主席，卢旺达总统保罗·卡加梅被问及这一报道时表示，对有关情况毫无知情。。
復旦大學布達佩斯分校選址在布達佩斯第九區，在野各黨派擔心執政黨會藉復旦大學布達佩斯分校計劃取代原先同區的大學城項目。左翼陣營的匈牙利社會黨表示復旦大學布達佩斯分校計劃對匈牙利經濟無任何好處；右翼陣營的尤比克爭取更好的匈牙利運動認為匈牙利政府應該支持大學城項目，而非建復旦大學分校，以免當地年輕人移民；綠黨陣營為匈牙利對話領導者布達佩斯市長卡拉松尼·蓋爾蓋伊的反應最為激烈，認為興建復旦大學分校是違反建立大學城的協議，其譴責總理奧班·維克多與涉嫌侵犯人權的北京合作，認為復旦大學的章程被要求代表中國共產黨的觀點，影響匈牙利國家安全，如匈牙利政府堅持己見，布達佩斯市將取消舉辦2023年的世界田徑錦標賽，並將校址附近四條街道分別根據光復香港，時代革命、達賴喇嘛、维吾尔族种族灭绝和天主教中國籍地下教會的謝仕光主教等中國官方所忌諱的元素，改名「光復香港道」（Szabad Hongkong út）、「達賴喇嘛道」（Dalai Láma út）、「維吾爾烈士徑」（Ujgur Mártírok útja）和「謝仕光主教道」（Hszie Si-kuang püspök út）；布達佩斯第九區區長巴拉尼·克里斯蒂娜表示做生意是雙贏，而非中國得紅利，而匈牙利欠債，並呼籲居民參與網上民調，搜集意見；自由派智庫「共和國研究所」搜集意見後表示，約有三分之二的匈牙利人不支持計劃。
對於匈牙利各黨派反對復旦大學布達佩斯分校計劃，中國外交部發言人汪文斌形容反對者是企圖借炒作涉華議題來博眼球，令人不齒。負責項目的匈牙利創新技術部部長拉斯洛·帕克維奇表示不會因反對聲音而改變計劃，引入復旦大學將會提升匈牙利的教育水準。
2021年6月5日，布達佩斯爆發反對復旦大學布達佩斯分校計劃的大型示威，是自疫情限制放寬以來的首次，民眾共同前往議會大廈抗議。匈牙利政府隨後宣佈就復旦大學布達佩斯分校計劃一事將在2023年舉行公投，決定是否仍進行計劃。創新技術部部長拉斯洛·帕克維奇批評示威是沒有必要，示威者是因流言蜚語而歇斯底里，而總理奧班·維克多的总理办公室部长古亞士·蓋爾蓋伊則在示威後稱復旦大學分校未有計劃。中國外交部發言人汪文斌回應反對復旦大學布達佩斯分校計劃的示威時表示跨國合作辦學符合各方利益，匈牙利相關人士應保持客觀理性，不要將中匈關係污名化，維護兩國友好的大局。
2021年6月15日，匈牙利国会以大比数通过给复旦捐出建校用地提案，布達佩斯市長卡拉松尼要求要在2022年的国会大选前对此进行公投。布達佩斯市長辦公室不希望在匈牙利開辦復旦大學分校。2022年5月18日，匈牙利憲法法院駁回了布達佩斯市長辦公室提出的公投要求，理由是根據匈牙利憲法，不能就簽署的國際條約舉行公民投票。